# Mallaig
Mallaig (Malaig in galeico) è un porto sul lago Lochaber, sulla costa occidentale delle Highlands in Scozia. La stazione ferroviaria locale, è il capolinea della West Highland Line (Fort William & Mallaig), completata nel 1901, la cittadina è legata a Fort William dalla strada A830 - la "Road to the Isles".
La frazione di Mallaig è stata fondata nel 1840.
La popolazione e l'economia locali subirono una rapida espansione nel XX secolo con l'arrivo della ferrovia tramite anche i traghetti operato da Caledonian MacBrayne e Bruce Watt Mare vela Crociere dal porto di Armadale nel Isola di Skye, Inverie in Knoydart, e per le isole di Rum, Eigg, Muck, e Canna. 
Mallaig è il principale porto commerciale di pesca sulla costa occidentale della Scozia, e nel corso del 1960 era il porto più trafficato per le aringhe in Europa.
Mallaig e la zona circostante sono popolari per le vacanze.